# Isadora (película)
Isadora es una película dirigida por Karel Reisz en el año 1968. Es una dramatización de la vida de Isadora Duncan, bailarina de la década de 1920, que fue interpretada por Vanessa Redgrave, acompañada por John Fraser y James Fox, entre otros.
La interpretación de Redgrave fue aclamada por el público y la crítica y recibió una nominación en los Premios Oscar y en los Globos de Oro.

## Sinopsis
Retrato de la atormentada vida de la bailarina Isadora Duncan, una mujer precursora, que, durante los años 20, transformó con su baile el panorama artístico mundial.

## Reparto
- Vanessa Redgrave como Isadora Duncan
- John Fraser como Roger
- James Fox como Gordon Craig
- Jason Robards como el cantante
- Zvonimir Crnko (acreditado como Ivan Tchenko) como Sergey Esenin
- Vladimir Leskovar como Bugatti
- Cynthia Harris como Mary Desti
- Bessie Love como la Sra. Duncan
- Tony Vogel como Raymond Duncan
- Libby Glenn como Elizabeth Duncan
- Ronnie Gilbert como Miss Chase
- Wallas Eaton como Archer
- Nicholas Pennell como Bedford
- John Quentin como Pim
- Christian Duvaleix como Armand
- Pauline Collins como extra

## Lanzamiento
Isadora se estrenó en el Festival de Cine de Cannes de 1968, donde compitió por la Palma de Oro y Redgrave ganó el Premio a la Mejor Actriz .
La película se estrenó en cines el 18 de diciembre de 1968 por Universal Pictures con críticas generalmente positivas y una gran aclamación hacia la actuación de Redgrave, sin embargo, la película tuvo un rendimiento inferior en la taquilla recaudando solo $ 1,25 millones con un presupuesto de $ 1,7 millones.
Por su actuación, Redgrave ganó el Premio de la Sociedad Nacional de Críticos de Cine a la Mejor Actriz y recibió nominaciones para el Premio Oscar a la Mejor Actriz y el Globo de Oro a la Mejor Actriz en una Película - Drama.